# Mauricio Cataldo
Mauricio Eduardo Cataldo Mancilla (* 28. Februar 1979 in Santiago) ist ein ehemaliger chilenischer Fußballspieler. Der Stürmer wurde zweimal chilenischer Meister. Nach seiner Fußballkarriere stieg er in die Politik ein.

## Karriere
Mauricio Cataldo gab sein Debüt im Profifußball im Jahr 1998 im Trikot des Audax Italiano. Sein Talent, seine exquisite Technik und seine Improvisationsgabe machten ihn schnell zu einem der vielversprechendsten chilenischen Spieler. Im letzten Training seiner ersten Saison bei Audax wies ihn der argentinische Trainer Óscar Malbernat zurecht, weil er den Ball mit dem Spann getroffen hatte. Cataldo trat, um seinen Mut zu beweisen, daraufhin den Ball erneut auf die gleiche Weise. Als er wieder getadelt wurde, wurde er wütend, warf das Trainingsshirt zu Boden und ging. Nach diesem Vorfall wurde er an Provincial Osorno verliehen, wo er gute Leistungen zeigte und den Aufstieg in die Primera División über die Aufstiegsrunde erreichte. Mitte 2000 kehrte er zu Audax Italiano zurück, nachdem sein Idol Claudio Borghi den Verein übernommen hatte. Trotzdem gab es weiterhin Disziplinprobleme und Borghi entschied, Cataldo aus der Mannschaft zu nehmen.
Cataldos Talent blitzte immer wieder auf und verhalf U. de Concepción in die Copa Libertadores. In den Play-offs der Apertura 2003 schoss er per Rabona ein Tor gegen Nationaltorwart Johnny Herrera von Universidad de Chile. Im Jahr darauf kehrte er für sechs Monate zu Audax Italiano zurück. Anschließend verpflichte der CD Cobreloa auf Wunsch des Trainers Fernando Díaz den im offensiven Bereich vielseitig einsetzbaren Cataldo, er wurde jedoch aus disziplinarischen Gründen entlassen. 2005 kam er für sechs Monate zu Unión Española, doch seine Probleme mit Alkohol holten ihn wieder ein.
Mitte 2005 kam er zu Unión San Felipe, wo er gute Leistungen zeigte und ein Jahr blieb. Anschließend spielte er sechs Monate für Santiago Morning und wechselte dann zu Lota Schwager, bei dem er aber wieder Disziplinprobleme hatte. Er erfüllte seine Verpflichtungen nicht und wurde aus dem Kader ausgeschlossen. Anfang 2008 ging er auf Wunsch von Trainer Fernando Díaz zu Ñublense und nahm mehr als zehn Kilo ab, um in den Kader integriert zu werden. Ñublense schloss mit Cataldo die Gruppenphase der Apertura 2008 als Erster ab und spielte in der Copa Sudamericana 2008. Wegen seiner Alkoholprobleme ließ er sich einweisen und verließ den Profifußball. 2012 lief er nochmal für Fernández Vial in der Tercera División auf.

## Erfolge
CD Cobreloa
- Chilenischer Meister: 2004-C

Unión Española
- Chilenischer Meister: 2005-A

## Politik
Cataldo schloss sich der linksgerichteten Unión Patriótica an und kandidiert für die Partido Comunista Chileno. Bei den Kommunalwahlen 2016 ließ er sich in La Florida aufstellen, blieb allerdings erfolglos.

## Sonstiges
In einem Interview gab Cataldo an, regelmäßig beim Training betrunken gewesen zu sein. Ab Mitte 2008 legte er eine fußballerische Pause als Konsequenz der Einweisung aufgrund seiner Alkohol- und Drogensucht ein.